# Oncidium waluewa
Oncidium waluewa é uma pequena epífita das serras da Mantiqueira e dos Órgãos. Pseudobulbos de 4 centímetros de altura e uma única folha de 10 centímetros de comprimento, larga e claviculada, de consistência áspera e de cor verde escuro. Inflorescências pendentes, dirigidas para baixo, portando de dez a quinze flores. Flor de 2 centímetros de diâmetro, com pétalas e sépalas brancas, reticuladas de púrpura e que ficam semifechadas. Labelo reniforme da mesma cor. Prefere ambientes sombrios e floresce na primavera.